# Dodge (condado de Trempealeau)
Dodge es un lugar designado por el censo ubicado en el condado de Trempealeau en el estado estadounidense de Wisconsin. En el Censo de 2010 tenía una población de 121 habitantes y una densidad poblacional de 113,95 personas por km².

## Geografía
Dodge se encuentra ubicado en las coordenadas 44°8′4″N 91°32′55″O / 44.13444, -91.54861. Según la Oficina del Censo de los Estados Unidos, Dodge tiene una superficie total de 1.06 km², de la cual 1.06 km² corresponden a tierra firme y (0%) 0 km² es agua.

## Demografía
Según el censo de 2010, había 121 personas residiendo en Dodge. La densidad de población era de 113,95 hab./km². De los 121 habitantes, Dodge estaba compuesto por el 100% blancos, el 0% eran afroamericanos, el 0% eran amerindios, el 0% eran asiáticos, el 0% eran isleños del Pacífico, el 0% eran de otras razas y el 0% pertenecían a dos o más razas. Del total de la población el 0% eran hispanos o latinos de cualquier raza.